# Andreas Berg (illustratör)

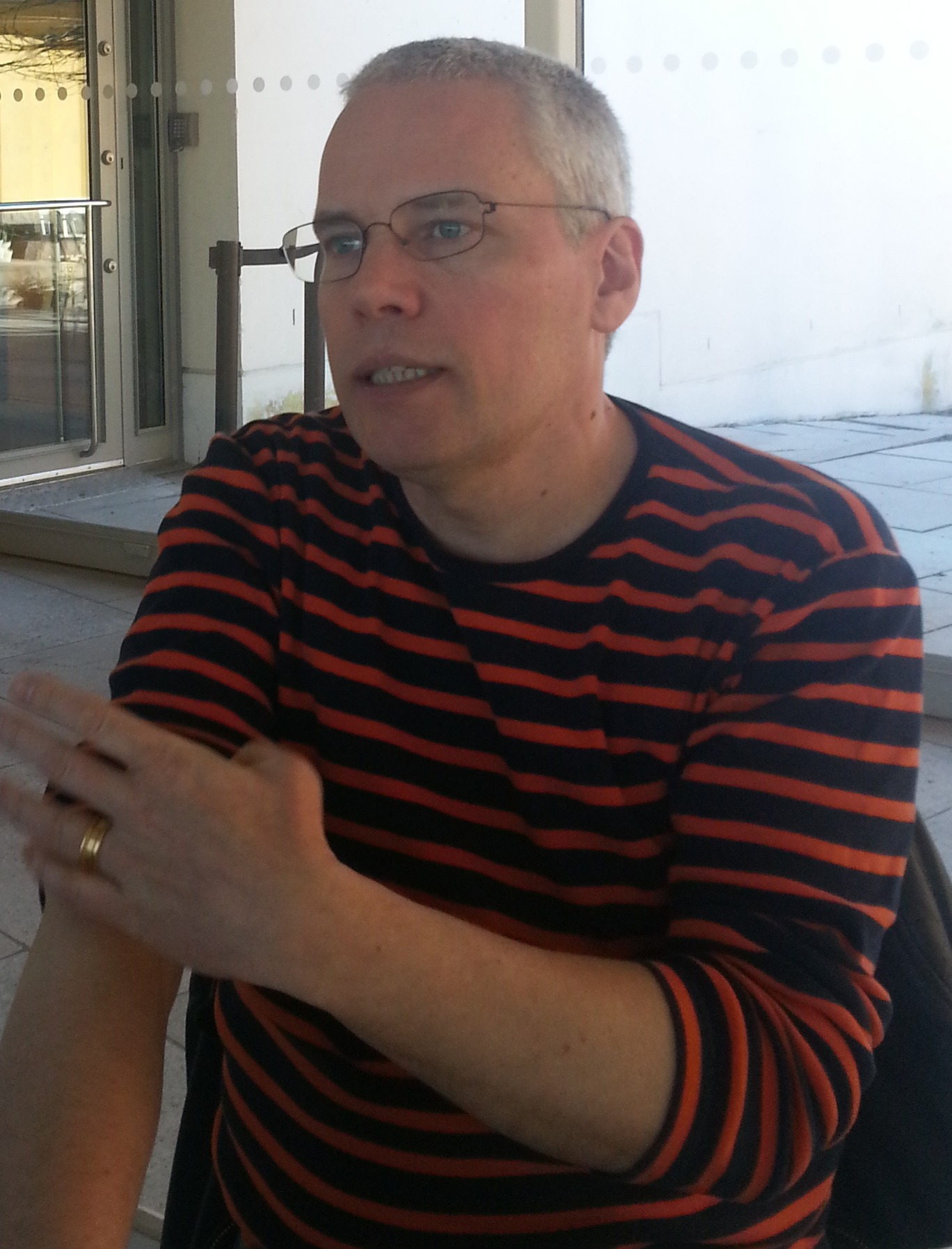
Andreas Berg

Andreas Berg, är en illustratör, författare och föreläsare, född 1965 i Nacka, bosatt och verksam i Stockholm. Han är utbildad på Kulturamas fotolinje 1985-86 och Beckmans designhögskola 1986-89. Professor i illustration på Konstfack 1998-2007. Undervisade i illustration på Berghs School of Communication 2011-13.
Från augusti 2013 är Andreas Berg professor i illustration på Kunsthögskolen i Oslo. Andreas Berg är inkallad för att stärka ämnet illustration, och att parallellt bygga upp ett masterprogram i illustration. Därtill är Andreas uppgift att ge det masterprogrammet internationell konkurrenskraft.  
Andreas Berg har illustrerat på Dagens Nyheters kultursidor och dagspressens förutsättningar har präglat hans formspråk. Hans tilltal är omedelbart och uttrycket inspirerat av informella bilder som barnteckningar och folkkonst.
Under 90-talet var Andreas Berg en återkommande medarbetare bland annat i Expressen, Dagens Nyheter och Bonniers Litterära Magasin (BLM). 1998 blev han professor i illustration på Konstfack – den yngste i skolans historia. Andreas Berg brukar inleda sina föreläsningar med att säga att illustration är en intellektuell verksamhet.
Andreas Berg ansvarade för utställningen "Lars Hillersberg - entreprenör och provokatör" på Kulturhuset i Stockholm sommaren 2013.